# Quel
|  | Per a altres significats, vegeu «Castell de Quel». |

Quel és un municipi de la Rioja, a la regió de la Rioja Baixa. Quel destaca pel seu castell, que corona el poble, i ho ha marcat des de sempre, no en va el nom de Quel procedeix de l'àrab Qalat, que significa castell. Protegit pel turó, abrupta, en la qual s'alcen les restes del castell, el poble s'obre a la vega del Cidacos que rega una rica horta.

## Història
La ubicació estratègica de Quel va determinar la construcció del seu castell. El fet que pels seus voltants passés la calçada romana que unia Calagurris Iulia (Calahorra) amb Numància justifica la construcció del baluard defensiu. La conquesta musulmana, al comandament de Tarif, d'aquesta terres va forçar a l'abandó dels habitants cristians. La història de la vila aquesta unida al castell que la corona. Va comptar amb muralla que la defensava i de la qual encara queden alguns rastres. El nom antic de Quel era Kelle, tal com apareix en l'escriptura del vot de Fernán González juntament amb els assentaments d'Arneto, Abtole i Calagurris que semblen derivar directament de la paraula kalá que vol dir castell en àrab.

### El senyoriu de Quel
En 1040 el rei del regne Pamplona Nájera, anterior al regne de Navarra, García, el de Nájera, donà a la seva dona, per la denominada Carta d'Arres les seves possessions en la vall del Cidacos que comprenia Arnedo i la seva vall que els posseïa en senyoriu Fortún Ochoa. En 1060 el senyor de Quel era Fortún Garcés. La història de Quel, com la de tota la Rioja, aquesta lligada a les guerres que els regnes de Navarra, Castella i Aragó mantenen per a apoderar-se d'aquestes terres. Després de la mort del rei Sanç el de Peñalén, Alfons VI de Castella incorpora el terrenys als seus dominis, però aviat passaria a forma parteix de la corona d'Aragó. La disputa territorial que ambdós regnes tenia es va dur a un acord de submissió d'arbitratge sobre aquesta. L'àrbitre fou el rei Enric II d'Anglaterra que va fallar a favor dels castellans passant-se a incorporar La Rioja a aquesta corona, pel que Quel passaria definitivament al regne de Castella. En 1789 Quel continuava com una vila de senyoriu, sota els senyors Gant i Saénz de Tejada. Va pertànyer a la província de Sòria fins que en 1833 es creà la de Logronyo i s'inclou en ella. A l'any següent s'inclouria en el partit judicial d'Arnedo.

## Personatges Il·lustres
- Manuel Bretón de los Herreros (1796 - 1873), escriptor